# 부다페스트 동식물원
부다페스트 동식물원(헝가리어: Fővárosi Állat- és Növénykert)은 헝가리 부다페스트에 있는 동물원이자 식물원이다. 헝가리에서 가장 오래된 동물원이자 세계에서 가장 오래된 동물원 중 하나다.
1,072종의 동물이 서식하고 있으며, 동물원으로는 흔치 않은 부다페스트 중심부의 버로슬리게트에 있다.
동물원은 1866년 8월 9일에 개원하였다. 매년 100만~110만 명의 방문객이 방문한다.